# Syrrhopodon flavifolius
Syrrhopodon flavifolius är en bladmossart som beskrevs av C. Müller 1874. Syrrhopodon flavifolius ingår i släktet Syrrhopodon och familjen Calymperaceae. Inga underarter finns listade i Catalogue of Life.